# Cecilia Kerche
Cecilia Kerche (Lins, 14 de octubre de 1960) es una bailarina de ballet brasileña, directora artística y primera bailarina del Ballet del Teatro Municipal de Río de Janeiro, en Brasil.

## Carrera
Su gusto por la danza se inició cerca de los 4 años, inspirada por su hermana que ya estudiaba ballet. Estudió formalmente en la Escuela de Ballet del Teatro Municipal de Río de Janeiro cuando tenía ocho años y tuvo como maestra a Vera Mayer. Seis años después la maestra Halina Bienarcka le otorgó una beca de estudios durante 7 años.
En 1982 ingresó al Ballet del Teatro Municipal de Rio y ya en 1985 alcanzó el puesto de primera bailarina. En 1993 pasa a trabajar como bailarina principal invitada en el English National Ballet y en 1996 la nombra Artista Residente Invitada.
En 2006 la Unesco la invita a formar parte del Consejo Internacional de la Danza, como reconocimiento a su trayectoria internacional.
Comparte con Ana Botafogo la dirección artística del Ballet del Teatro Municipal de Río de Janeiro.

## Premios y reconocimientos
- Una vida por la Danza[1]